# سفارة أذربيجان في الإمارات العربية المتحدة
سفارة أذربيجان في الإمارات العربية المتحدة هي أرفع تمثيل دبلوماسي لدولة أذربيجان لدى الإمارات العربية المتحدة. تقع السفارة في وهي تهدف لتعزيز المصالح الأذربيجانية في الإمارات العربية المتحدة.

## وصلات خارجية
- قائمة سفارات أذربيجان
- قائمة السفارات في الإمارات العربية المتحدة